# Viking Dahl
Frode Viking Samson Dahl, född den 8 oktober 1895 i Osby, död den 5 januari 1945 i Varberg, var en svensk tonsättare, verksam även som målare och författare. Han var sonson till kyrkoherden Gustav Leonard Dahl, bror till prästen William Dahl, kusinbarn till Gustaf Dahl och syssling till Carl G Dahl.
Dahl utbildade sig 1915–1919 vid Musikkonservatoriet i Stockholm samt i Köpenhamn och Berlin. Under en vistelse i Paris 1920 skrev han den expressionistiska baletten Maison de fous för Svenska baletten i Paris. Den finns inspelad i serien Phono Sueciae. 
Dahl utvecklade en egen avantgardism under sina musikstudier i Stockholm, och kom under sin vistelse i Paris i kontakt med den tidens radikala franska tonsättare, bland andra Darius Milhaud och Maurice Ravel. Efter några år i Lund kom han som organist till Varberg, där han blev kvar till sin bortgång. 
Dahl var även verksam som målare och som sådan påverkad av Kandinskij och kubismen. Han är också författare till ett antal skrifter om allkonstverket, Wagner och musikpedagogik. Viking Dahl är begravd på Osby kyrkogård.

## Verk

### Kompositioner
- Allsegraren, opera
- En fauns lunchrast
- En sjömansvisa
- Fem visor
- Humoresk
- I systrar, I bröder, tre sånger
- Maison de fous (Dårhuset), balettmusik
- Nocturne
- Pastoral, op. 3:1
- Poem, op. 11
- Psalm om sommaren
- Regnväder
- Sensation I
- Sensation II
- Sinfonietta
- Sjömansvisa, Allkonstspel i fem akter
- Svenska låtar, Brudpolska
- Svenska låtar, Marsch
- Svenska låtar, Preludium och koral
- Tre sånger
- Två sånger, op. 5
- Ä du mä på dä